# Wulie (köpinghuvudort i Kina, Hainan Sheng, lat 19,29, long 108,78)
Wulie är en köpinghuvudort i Kina. Den ligger i provinsen Hainan, i den södra delen av landet, omkring 180 kilometer sydväst om provinshuvudstaden Haikou. Antalet invånare är 24 204. Befolkningen består av 11 147 kvinnor och 13 057 män. Barn under 15 år utgör 22,0 %, vuxna 15-64 år 68 %, och äldre över 65 år 9,0 %.
Runt Wulie är det ganska tätbefolkat, med 144 invånare per kvadratkilometer. Närmaste större samhälle är Sanjia, 5,6 km sydväst om Wulie. Omgivningarna runt Wulie är en mosaik av jordbruksmark och naturlig växtlighet.
Genomsnittlig årsnederbörd är 1 630 millimeter. Den regnigaste månaden är juli, med i genomsnitt 279 mm nederbörd, och den torraste är februari, med 13 mm nederbörd.